# Maja e Papingut
Maja e Papingut je hora v jižní Albánii, jen několik kilometrů od hranic Řecka. Je to nejvyšší vrchol pohoří Nemërçkë, které se táhne paralelně s řekou Vjosa a Drinos. Výška vrcholu činí 2482 m. Z vrcholu hory je k dispozici výhled směrem k pohoří Tomorr a Grammos. 
Skalní vrchol je holý a těžko přístupný. Lépe se na něj dát vystoupat ze západní strany, kde je sestup mnohem pozvolnější; ze strany východní padá vrchol až do údolí řeky Vjosa, a výškový rozdíl 2000 m je zde patrný již po několika málo kilometrech. 